# Barbara Ann Scott
Barbara Ann Scott (Ottawa, 9 maggio 1928 – San Fernandina, 30 settembre 2012) è stata una pattinatrice artistica su ghiaccio canadese, campionessa olimpica e mondiale negli anni 1940.

## Biografia
Barbara Ann Scott iniziò a pattinare sul ghiaccio in tenera età, e a undici anni vinse il suo primo titolo nazionale canadese giovanile nell'artistico individuale femminile. Due anni dopo, nel 1942, la tredicenne pattinatrice fu la prima donna ad eseguire con successo un doppio lutz in una gara ufficiale.
Nel 1945 e nel 1947 vinse il North American Championships, una competizione a cadenza biennale che si svolgeva alternativamente in Canada e negli Stati Uniti. Nel 1947 fu la prima atleta nordamericana a vincere un campionato mondiale di pattinaggio di figura, diventando un'eroina nazionale. Venne soprannominata Canada's Sweetheart, la fidanzata del Canada. Dopo la vittoria ai mondiali, la sua città natale, Ottawa, le regalò un'automobile, ma la Scott non accettò il dono per non perdere lo status di dilettante necessario per partecipare ai Olimpiadi. L'anno dopo infatti gareggiò alle Olimpiadi di St. Moritz e vinse la medaglia d'oro dell'artistico femminile, prima atleta canadese a vincere un titolo olimpico nel pattinaggio di figura.
Barbara Ann Scott passò al professionismo subito dopo le Olimpiadi, diventando una delle stelle della Hollywood Ice Revue, una famosa compagnia di spettacoli sul ghiaccio di Chicago. Abbandonò le scene nel 1955 dopo il matrimonio con il giornalista ed ex cestista professionista Tom King. In seguito è stata attiva nel mondo del pattinaggio come giudice nelle gare dei professionisti.
Barbara Ann Scott ricevette per ben tre volte il Trofeo Lou Marsh assegnato al miglior sportivo dell'anno canadese, nel 1945, 1947 e 1948; soltanto il campione di hockey su ghiaccio Wayne Gretzky l'ha superata, venendo premiato per quattro volte negli anni 1980. Il suo nome compare in varie Hall of Fame canadesi: la Canadian Olympic Hall of Fame (dal 1948), la Canada's Sports Hall of Fame (dal 1955), la Canadian Figure Skating Hall of Fame (dal 1991), la Canada's Walk of Fame (dal 1998).
Nel 1979 fu inserita nella World Figure Skating Hall of Fame, la hall of fame internazionale del pattinaggio di figura.
È scomparsa in Florida nel 2012 all'età di 84 anni.

## Palmarès

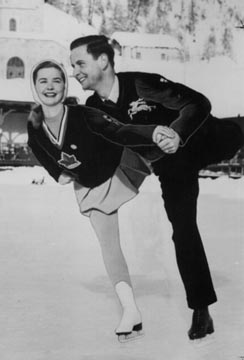
Barbara Ann Scott e Hans Gerschwiler si allenano insieme prima dei Giochi olimpici del 1948.

| Evento                       | 1939 | 1940 | 1941 | 1942 | 1944 | 1945 | 1946 | 1947 | 1948 |
| ---------------------------- | ---- | ---- | ---- | ---- | ---- | ---- | ---- | ---- | ---- |
| Giochi olimpici invernali    |      |      |      |      |      |      |      |      | 1°   |
| Campionati mondiali          |      |      |      |      |      |      |      | 1°   | 1°   |
| Campionati europei           |      |      |      |      |      |      |      | 1°   | 1°   |
| North American Championships |      |      | 6°   |      |      | 1°   |      | 1°   |      |
| Campionati canadesi          | 5° J | 1° J | 2°   | 2°   | 1°   | 1°   | 1°   |      | 1°   |